# لهجه جهرمی
لهجه جهرمی یکی از لهجه‌های زبان فارسی است. مردم جهرم در استان فارس به این لهجه صحبت می‌کنند. لهجهٔ سایر مردم ساکن در شرق استان فارس، تا حد زیادی شبیه به این لهجه می‌باشد. مهم‌ترین ویژگی این لهجه حذف یک یا دو حرف صامت از آخر کلمات و داشتن واو معرفه است.

## ویژگی‌ها
لهجه جهرمی دارای ویژگی‌های زیر است:
- حذف یک یا دو حرف صامت از آخر کلماتی که تنها تلفظ می‌شوند و به کلمه‌های دیگر اضافه نمی‌شوند؛ مثلاً کلماتی مانند «بود»، «گفت»، «رفت» به ترتیب به شکل «بو»، «گُ» و «رَف» تلفظ می‌شوند.
- آوردن مصوت «و» در آخر اسم نکره برای معرفه کردن؛ مانند «درختو» که بر معرفه بودن آن درخت دلالت می‌کند. اگر این اسم مفرد به «اِ» یا «آ» ختم شود، به «او» (ow) تبدیل می‌شود، مانند «قرقرو».
- اسم‌های مختوم به مصوت بلند «آ» اگر در جمله مضاف یا موصوف واقع شوند، مصوت «آ» همراه با کسرهٔ اضافه به مصوت مرکب «ای» (ey) بدل می‌شود؛ مثلاً «جایِ»، «صدایِ» و «کوچه‌هایِ» به ترتیب به شکل «جِی»، «صدِی» و «کوچه‌هِی» تلفظ می‌شوند.
- در کلمات مختوم به «اه» هنگام اضافه شدن به «ی»، گاه «اه» حذف و حرف قبل از «ی» به دو صورت مکسور و مضموم تلفظ می‌شود؛ مثلاً «سیاهی» و «بخواهی» به ترتیب «سیِی» و «بخِی» تلفظ می‌شوند.
- گاهی صامت «ق» به صامت «خ» و همچنین «د» به «ذ» تبدیل می‌شود؛ مثلاً «وخت» و «اذبار» همان «وقت» و «ادبار» هستند.
- ضمیر متصل «ش» در این لهجه به شکل خاصی به جای ضمیر منفصل «او» به کار می‌رود؛ مثلاً «شَ رفت» به معنی «او رفت» است.
- در لهجهٔ جهرمی «اَ» به جای حرف اضافهٔ «به» به کار می‌رود؛ مثلاً «اَ من» به معنی «به من» است.

## لهجه کوشکک
در محله کوشکک جهرم ضمائر مفعولی متصل به فعل را با انجام تغییراتی قبل از فعل می‌آورند:
| کوشککی     | فارسی معیار |
| ---------- | ----------- |
| منُم دید    | مرا دید     |
| توَ دید     | تو را دید   |
| شَ دید      | او را دید   |
| مامُ دید    | ما را دید   |
| شمایهَ دید  | شما را دید  |
| اونایهَ دید | آن‌ها را دید |

- در کلماتی که به حروف بیصدا ختم می‌شود، حرف آخر ساقط یا خیلی خفیف به گوش می‌رسد مانند:(پَ = پس) و (گف = گفت).[۵]

## نمونه شعر محلی
| پیش تَرُک، تَش نزنین زُلف سَرش بوده یه وَخت |  | گیس قشنگ سبز او تا کمرش بوده یه وَخت   |
| تُوَختَکای خُش شده که گُر کشیده روی تَش     |  | گمون که طاق ابروی چشم تَرش بوده یه وَخت |

## جستارهایی وابسته
- جهرم